# Liste der Ehrenbürger von Wiesbaden
Die Stadt Wiesbaden hat seit 1892 27 Personen das Ehrenbürgerrecht verliehen.
Hinweis: Die Auflistung erfolgt chronologisch nach Datum der Zuerkennung.

## Die Ehrenbürger der Stadt Wiesbaden
1. Philipp Bertram (* 12. November 1812 in Winkel; † 6. April 1899 in Wiesbaden)
Vizepräsident des Appellationsgerichts a. D.
Verleihung 1892
2. Carl Remigius Fresenius (* 28. Dezember 1818 in Frankfurt am Main; † 11. Juni 1897 in Wiesbaden)
Geheimer Hofrat und Chemiker
Verleihung 1892
3. Christian Gaab (* 26. Oktober 1828 in Wiesbaden; † 17. Dezember 1901 in Wiesbaden)
Schreiner
Verleihung 1896
4. Fritz Kalle (* 12. Januar 1837 in Paris; † 31. Juli 1915 in Wiesbaden)
 
Verleihung 1903
5. Arnold Pagenstecher (* 25. Dezember 1837 in Dillenburg; † 11. Juni 1913 in Wiesbaden)
Geheimrat und Sanitätsrat
Verleihung 1907
6. Carl Bernhard von Ibell (* 8. Juli 1847 in Bad Ems; † 22. November 1924 in Wiesbaden)
Oberbürgermeister a. D.
Verleihung 1912
7. Karl Glässing (* 6. November 1866 in Darmstadt; † 22. Januar 1952 in Wiesbaden)
Geheimrat, Finanzrat und Oberbürgermeister a. D.
Verleihung 1922
8. Ludolf von Krehl (* 26. Dezember 1861 in Leipzig; † 26. Mai 1937 in Heidelberg)
Geheimrat, Professor der Inneren Medizin
Verleihung 1932
9. Wilhelm von Opel (* 15. Mai 1871 in Rüsselsheim; † 2. Mai 1948 in Wiesbaden)
Geheimrat
Verleihung 1933
10. Heinrich Glücklich (* 11. Januar 1877 in Homburg v. d. H.; † 16. September 1971 in Wiesbaden)
Kaufmann und Politiker
Verleihung 1950
11. Carl Schuricht (* 3. Juli 1880 in Danzig; † 7. Januar 1967 in Vevey)
Generalmusikdirektor
Verleihung 1953
12. Wilhelm Ferdinand Kalle (* 19. Februar 1870 in Biebrich am Rhein; † 7. September 1954 in Tutzing)
Industrieller und Politiker
Verleihung 1953
13. Georg Krücke (* 8. Juli 1880 in Limburg; † 24. August 1961 in Wiesbaden)
Oberbürgermeister a. D.
Verleihung 1955
14. Philipp Holl (* 15. August 1879 in Hömberg; † 6. Dezember 1967 in Wiesbaden)
Bürgermeister a. D. und Stadtältester
Verleihung 1956
15. Adam Herbert (* 14. Juli 1887 in Groß-Gerau; † 2. September 1976 in Wiesbaden)
Apotheker
Verleihung 1962
16. Georg-August Zinn (* 27. Mai 1901 in Frankfurt am Main; † 27. März 1976 in Wiesbaden)
Ministerpräsident a. D.
Verleihung 1966
17. Georg Buch (* 24. September 1903 in Wiesbaden; † 5. August 1995 in Wiesbaden)
Landtagspräsident und Oberbürgermeister a. D.
Verleihung 1968
18. Wilhelm Kempf (* 10. August 1906 in Wiesbaden; † 9. Oktober 1982 in Wiesbaden)
Bischof
Verleihung 1975
19. Martin Niemöller (* 14. Januar 1892 in Lippstadt; † 6. März 1984 in Wiesbaden)
Kirchenpräsident i. R.
Verleihung 1975
20. Carol Nachman (* 14. August 1897 in Botosani, Rumänien; † 10. Juni 1993 in Wiesbaden)[1]
Direktor
Verleihung 1977
21. Wilhelm Hugo Dyckerhoff (* 6. Februar 1908 in Amöneburg; † 26. Oktober 1987 in Biebrich)
Verleihung 1978
22. Wilhelm Nils Fresenius (* 17. Juli 1913 in Berlin; † 31. Juli 2004 in Wiesbaden)
Diplomchemiker
Verleihung 1985
23. Klaus Miehlke (* 17. August 1916; † 6. November 2009 in Wiesbaden)
Chefarzt und ärztlicher Direktor
Verleihung am 18. Mai 1995
Miehlke wirkte lange Jahre an den Rheumakliniken der Stadt. Mit der Ehrenbürgerschaft wurde sein weit über seine medizinischen Leistungen hinausgehendes Engagement um die Forschung auf dem Gebiet der Rheumatologie gewürdigt.
24. Rudi Schmitt (* 8. Januar 1928 in Frankfurt am Main)
Oberbürgermeister a. D.
Verleihung am 18. Mai 1995
Schmitt diente von 1968 bis 1980 als Oberbürgermeister von Wiesbaden. Zuvor gehörte er bereits acht Jahre dem Magistrat der Stadt an. Im Lauf seines unermüdlichen kommunalpolitischen Wirkens erwarb er sich herausragende Verdienste um die Bereiche Schule, Kultur und Sport.
25. Christa Moering (* 10. Dezember 1916; † 9. Juni 2013 in Wiesbaden)
Malerin und Galeristin
Verleihung am 21. März 1996
Mit der Verleihung wurden die herausragenden Verdienste Moerings gewürdigt, die sie sich im Lauf ihres 50-jährigen künstlerischen Wirkens in Wiesbaden als Malerin, Galeristin, ausstellende Künstlerin, Lehrerin von Malschülern und Förderin von Talenten erworben hat.
26. Hans-Joachim Jentsch (* 20. September 1937 in Fürstenwalde/Spree; † 28. März 2021 in Wiesbaden)
Richter des Bundesverfassungsgerichts a. D.
Verleihung am 21. September 2006
Jentsch trug durch sein Engagement als thüringischer Justizminister dazu bei, das Vertrauen in den demokratischen Rechtsstaat zu ebnen.
27. Jörg Jordan (* 30. September 1939 in Zwickau)
Staatsminister a. D.
Verleihung am 21. September 2006
Als Stadtentwicklungsdezernent von Wiesbaden bewahrte Jordan mit der Sanierung das östliche Innenstadtbereichs, das Bergkirchenviertel und das Schiffchen vor der Zerstörung. Später setzte er als Staatssekretär und Landesminister landespolitische Akzente. Als Geschäftsführer der OFB organisierte er die Sanierung der Rose und den Umbau des Landtags.

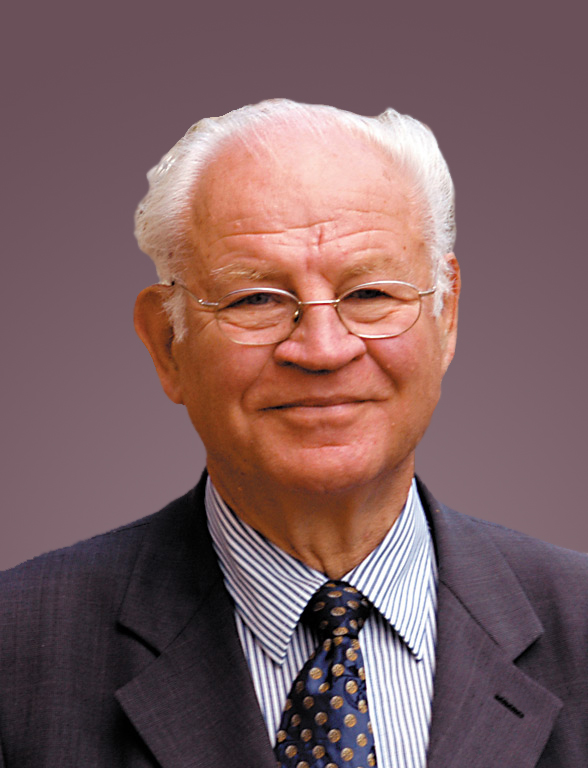
Gottfried Kiesow
28. Gottfried Kiesow (* 7. August 1931 in Alt Gennin; † 7. November 2011 in Wiesbaden)
Landeskonservator a. D.
Verleihung am 21. September 2006
30 Jahre lang war Kiesow Landeskonservator. Er war Mitbegründer und Vorsitzender der Deutschen Stiftung Denkmalschutz und Autor mehrerer Bücher über den Historismus in Wiesbaden. Nachhaltig setzte er sich für das Vorhaben ein, Wiesbaden in die Liste des Weltkulturerbes aufzunehmen.